# Barbro Larsson
Barbro Eva Linnéa Larsson (Estocolmo, 8 de enero de 1931 – Estocolmo, 9 de enero de 2025) fue una actriz de cine y teatro sueca. Se casó con el actor Lennart Lindberg en la década de 1950. Larsson murió el 9 de enero de 2025, a la edad de 94 años.

## Filmografía seleccionada
- Jack of Hearts (1950)
- My Friend Oscar (1951)
- Time of Desire (1954)
- Blue Sky (1955)
- Stage Entrance (1956)